# Shin Shunkaden
Shin Shunkaden (新・春香伝?), conocida en España como Chunyan, la nueva leyenda, es un manga realizado por CLAMP. Fue originalmente publicado por Hakusensha y serializado en la revista Serie Mystery Extra en 1992. Consta de un solo volumen que en España fue publicado por MangaLine Ediciones en 2001.
La historia de Shin Shunkaden está basada en una antigua historia coreana similar a Romeo y Julieta. El tankōbon está dividido en tres partes: Ryonfu, Suworu y Recuerdos de antaño.
Los personajes aparecen en un crossover en Tsubasa Reservoir Chronicle.

## Argumento

### Ryonfu
Chunyan, una muchacha de 14 años, que protege a los habitantes de Ryonfu con sus artes marciales de los abusos del gobernador y su hijo. Su madre, Myonfa, una de las hechiceras más importantes de Koryo, no quiere que Chunyan se pelee con los escoltas del hijo del gobernador, aunque le parece bien que en vez de usar sus artes marciales para hacer el mal, lo haga para hacer el bien.
El gobernador de Ryonfu es un hombre que usa su posición para subir los impuestos de los lugareños por encima de lo establecido por el gobierno central y así enriquecerse. Su hijo utiliza el miedo que los habitantes tienen a su padre para aprovecharse de las jóvenes.
Un día Hyantan, una hermosa joven, tropieza con el hijo del gobernador y este pide a cambio que pase la noche junto a él en el castillo como compensación por haberle manchado. Cuando Hyantan se niega los guardias la acusan de desafiar a un noble y se preparan para ejecutarla, pero Chunyan aparece y derrota a los guardias ayudando a escapar a Hyantan. Cuando el hijo del gobernador pregunta a Chunyan si conoce las consecuencias de desafiar al gobernador esta responde que solo estaba jugando con los guardias, que al estar todos inconscientes no pueden replicar.
Más tarde Muron, un joven viajero, llega a casa de Chunyan y Myonfa para conocer a Myonfa, famosa por sus habilidades mágicas. Mientras los tres están conversando llegan el gobernador y su hijo. El gobernador acaricia a Myonfa y le recuerda que está viuda y que él podría darle protección, pero Chunyan interviene y le dice que su madre es hechicera y sólo ofrece medicinas y conjuros. El gobernador y su hijo se marchan, pero el gobernador advierte que la próxima vez que se vean si querrá algo de Myonfa.
Aunque a Chunyan no le agrada la desfachatez y galantería con las que Muron las trata, su madre acaba invitándo al joven viajero a hospedarse en su casa.
Pasados unos días, mientras Chunyan y Muron están fuera de casa, el hijo del gobernador y su ejército visitan a Myonfa en su casa y la coaccionan para que les acompañe al castillo, una vez allí el gobernador intenta violar a Myonfa pero esta se defiende con su mágia y se dispone a marcharse, pero el gobernador la amenaza, si se marcha la acusará de desobediencia y será ejecutada junto a su hija, además de otros castigos para el pueblo. Myonfa decide rendirse y suicidarse.
Chunyan y Muron al llegar a casa y no encontrar a Myonfa, deciden ir al castillo, pues piensan que este puede al fin haber cumplido sus amenazas. Chunyan, al ver a su madre tirada en el suelo, presa por la rabia, ataca al gobernador, pero este le dice que si le hace daño morirá, y con ella todos los habitantes del pueblo. En ese momento, Muron revela ser un Amen-Osa, un inspector del gobierno central que vigila a los nobles y tiene la potestad para juzgarlos, como identificación llevan un cristal en el que flota una estrella de cinco puntas. Muron autoriza a Chunyan a ejecutar su venganza y esta mata al gobernador.
Finalmente Chunyan emprende junto a Muron un viaje por Koryo para revelar los crímenes de los gobernadores.

### Suworu
Mientras Chunyan y Muron viajan al pueblo de Suworu se encuentran con Onryon y Chunryon, dos hechiceras que también viajaban a Suworu a cumplir un encargo y son capaces, a través de una danza, de convocar al dios del cielo. 
Al llegar a Suworu descubren que el pueblo está abandonado excepto por Yago, una anciana también hechicera que les explica porqué nadie vive ya en Suworu. La principal fuente de ingresos del pueblo es el cultivo de las exóticas "Flores de agua", que solo crecen allí y que son utilizadas para crear una medicina que cura todos lo males. Un año atrás una nueva noble fue enviada a Suworu y se trajo consigo a un hechicero llamado Anchon, el mismo día de su llegada Anchon construyó un altar y realizó una danza que enfureció al dios del cielo y desde ese día no ha vuelto a llover en el pueblo de Suworu, solamente en el castillo, donde la noble monopoliza el cultivo de las flores de agua.
Onryon y Chunryon danzan e invocan al dios del cielo, que tiene forma de dragón, para pedirle que vuelva a llover en Suworu, pero Anchon desde el castillo le lanza un rayo mágico. El dios del cielo cree que Onryon y Chunryon le han invocado para atacarle y enfurecido mata a Onryon. Instantes después Chunryon se suicida calmando así la ira del dios del cielo. Es entonces cuando Chunyan y Muron deciden viajar al castillo para detener a Anchon.
En el castillo Chunyan y Muron se enfrentan a Anchon, al final del combate Muron sentencia y mata a Anchon. Cuando Muron sentencia a la noble y Chunyan está a punto de matarla comienza a llover en todo Suworu. Yago ha continuado el conjuro de Onryon y Chunryon y ha invocado al dios del cielo que en esta ocasión proporciona lluvia a Suworu.

### Recuerdos de antaño
La historía de este episodio transcurre ocho años antes de los acontecimientos anteriores, cuando Chunyan tenía 6 años. 
El hijo del emperador quiere jugar solo en los columpios de la plaza de Ryonfu, pero Chunyan se enfrenta y derrota a sus guardias humillándolos frente a los niños de Ryonfu que detestan al hijo del emperador y adoran a Chunyan. Al regresar a casa con su madre, Chunyan le cuenta que defendió ese lugar por ella, pues hace tiempo le contó que es allí donde Myonfa conoció al padre de Chunyan.
Al día siguiente los niños acuden a pedir ayuda a Chunyan ya que el hijo del emperador y sus guardias han vallado la plaza del pueblo. El hijo del emperador le muestra a Chunyan una notificación de que la plaza será el futuro el emplazamiento de un sanatorio para el disfrute del emperador. El hijo del emperador culpa a Chunyan de haber provocado esa situación por haberse enfrentado a él. 
Chunyan corre a su casa y llorando le explica a su madre lo ocurrido y que se arrepiente de haberse enfrentado al hijo del emperador y sus guardias. Más tarde los niños del pueblo van a buscar a Chunyan a su casa, ella intenta disculparse pero los niños le dicen que no importa que es muy valiente por intentar defender los derechos de todos y la invitan a jugar a un nuevo lugar.

## Personajes
- Chunyan: Es una joven de 14 años con gran habilidades para las artes marciales, que utiliza para defender a la gente de su pueblo de las injusticias cometidas por los nobles. Su madre le enseñaba las habilidades de la magia, pero a Chunyan se le dan mejor las artes marciales.

- Myonfa: Es la madre de Chunyan y una de las hechiceras más importantes del país de Koryo.

- Muron: Es un Amen-Osa que se hace pasar por viajero para recorrer Koryo y comprobar los rumores sobre abusos de los nobles